# Palacio Ménshikov
El palacio Ménshikov (del ruso: Меншиковский дворец) es un edificio de estilo Barroco Petrino ubicado en el malecón Universitétskaya, sobre el río Bolshaya Nevá, en San Petersburgo. Fue el primer edificio de la ciudad construido en piedra. Desde 1981, alberga un museo público perteneciente al Museo del Hermitage. El palacio Ménshikov forma parte del sitio Patrimonio de la Humanidad llamado «Centro histórico de San Petersburgo y conjuntos monumentales anexos».

## Historia
El palacio fue construido en 1710, para que fuese la residencia del Gobernador general de San Petersburgo, Aleksandr Ménshikov. Sus arquitectos fueron el italiano Giovanni Maria Fontana y, más tarde, el alemán Gottfried Johann Schädel. Se inauguró en 1711, pero la construcción continuó hasta 1727 (con la colaboración de Domenico Trezzini, Bartolomeo Rastrelli, Georg Johann Mattarnovy y Jean-Baptiste Le Blond), cuando Ménshikov y su familia tuvieron que exiliarse en Siberia. La propiedad fue confiscada ese mismo año.
En 1731, se estableció en Rusia el Kadetski Korpus, una academia militar que ocupó el palacio y los edificios vecinos. A fines del siglo XIX, el palacio fue restaurado y se convirtió en el museo del Korpus. En 1924, sus colecciones se trasladaron al Hermitage y a otros museos; entre 1956 y 1981, se restauró de nuevo y finalmente abrió sus puertas al público, como parte del complejo arquitectónico del Museo del Hermitage.

## Museo
En el museo se conservan colecciones de arte ruso de finales del siglo XVII y principios del siglo XVIII. También, pueden verse allí objetos que antiguamente pertenecían a la nobleza rusa y a sus gobernantes, incluyendo a Ménshikov.